# Наришкіно
Наришкіно (рос. Нарышкино) — смт в Урицькому районі Орловської області Російської Федерації.
Населення становить 10 469 осіб. Входить до муніципального утворення міське поселення Наришкіно.

## Історія
Населений пункт розташований у межах Чорнозем'я та історичного Дикого Поля. Від 30 липня 1928 року у складі Орловського округу Центрально-Чорноземної області, 13 червня 1934 року після ліквідації Центрально-Чорноземної області населений пункт увійшов до складу новоствореної Курської області.
Відтак, від 27 вересня 1937 року в складі новоствореної Орловської області.
Від 2013 року входить до муніципального утворення міське поселення Наришкіно.

## Населення
| 1926    | 1939    | 1959  | 1970  | 1979  | 1989  | 2002    |
| ------- | ------- | ----- | ----- | ----- | ----- | ------- |
| 1309    | ↗3488   | ↗3600 | ↗6703 | ↗8167 | ↗8785 | ↗9730   |
| 2009    | 2010    | 2012  | 2013  | 2014  | 2015  | 2016    |
| ↗9838   | ↘9584   | ↗9652 | ↗9807 | ↗9965 | ↗9987 | ↗10 254 |
| 2017    | 2018    |       |       |       |       |         |
| ↗10 380 | ↗10 457 |       |       |       |       |         |